# Biserica Sfântul Dumitru din Câmpulung Moldovenesc

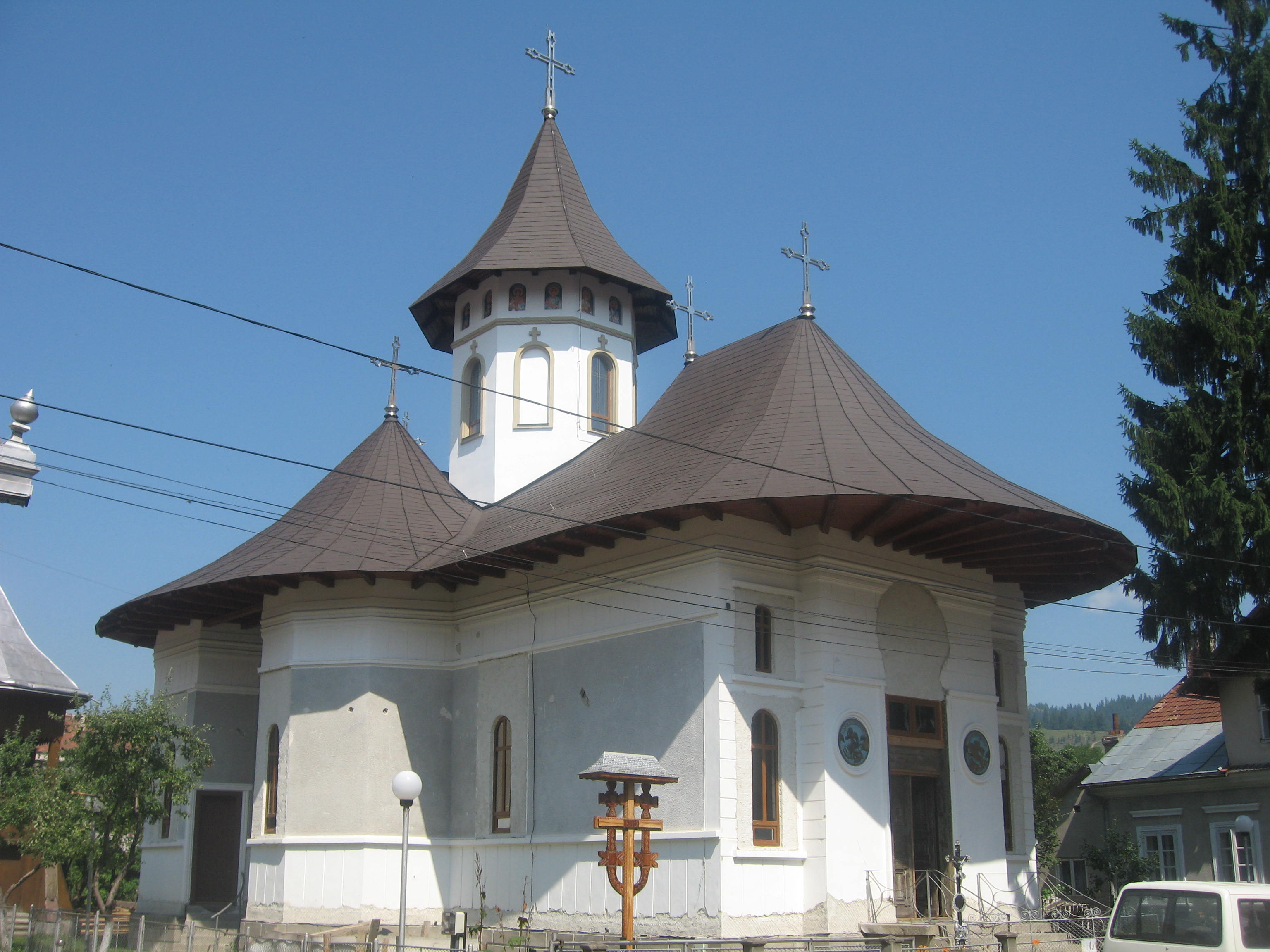
Biserica "Sf. Dumitru" din Câmpulung Moldovenesc

Biserica "Sfântul Dumitru" din Câmpulung Moldovenesc este o biserică construită în anul 1883 de către comunitatea greco-catolică ruteană din municipiul Câmpulung Moldovenesc. După desființarea cultului greco-catolic rutean din România (1952), biserica a fost preluată de statul român care a trecut-o în folosința comunității ortodoxe. Ea a fost reparată și modernizată în a doua jumătate a secolului al XX-lea și la începutul secolului al XXI-lea.
Biserica este situată pe str. Ion Ștefureac nr. 7, pe drumul care face legătura între Gara Câmpulung și centrul civic al orașului. 

## Istoricul bisericii

### Funcționarea ca biserică greco-catolică
În anul 1774, ca urmare a atitudinii de neutralitate pe care a avut-o în timpul conflictului militar dintre Turcia și Rusia (1768-1774), Imperiul Habsburgic (Austria de astăzi) a primit o parte din teritoriul Moldovei de nord. Regiunea aceasta este bogată în fagi, de aici provenind și denumirea de Bucovina (Țara Fagilor) pe care i-au dat-o austriecii. Spre sfârșitul secolului al XVIII-lea și începutul secolului al XIX-lea s-au stabilit aici în căutare de lucru și coloniști ruteni de religie greco-catolică, proveniți din Galiția sau din unele sate din nordul Bucovinei.
Credincioșii greco-catolici ruteni din Câmpulung au participat inițial la slujbele oficiate în biserica romano-catolică, construită în anul 1815. În 1833 a fost înființată Parohia greco-catolică ruteană din Câmpulung, slujbele continuând să fie celebrate în lăcașul de cult romano-catolic. Condicile matrocole ale parohiei au fost începute în 1836.
Abia în anul 1883, credincioșii greco-catolici ruteni și-au construit la Câmpulung Moldovenesc o biserică de lemn cu hramul "Sf. Dumitru". Printre cei care au contribuit la înălțarea acestui lăcaș de cult s-a aflat și Iulian Kobîleanski, tatăl scriitoarei Olga Kobyleanska, care a activat între anii 1874-1889 ca notar al Capitanatului Districtual Câmpulung.  Biserica greco-catolică a fost sfințită în 1895, ea fiind cunoscută o lungă perioadă ca "Biserica Rusească". În 1910 s-a construit o casă parohială din piatră, apoi în 1927 o clopotniță de lemn lângă absida altarului. Pereții interiori ai bisericii au fost pictați în anul 1936.
Conform recensământului din 1930, în orașul Câmpulung Moldovenesc locuiau 10.071 persoane, dintre care 6.826 români (67,77%), 1.501 evrei (14,90%), 1.496 germani (14,85%), 98 ruteni (0,97%), 97 polonezi (0,96%), 26 ruși, 4 cehoslovaci, 4 țigani, 3 unguri, 2 greci, 2 armeni, 1 sârbo-croato-sloven, 1 albanez, 9 de alte neamuri și 1 de naționalitate nedeclarată.  Din punct de vedere al religiei, populația era alcătuită din 6.775 ortodocși (67,27%), 1.488 mozaici (14,77%), 1.413 romano-catolici (14,03%), 177 evanghelici (luterani) (1,75%), 175 greco-catolici (1,73%), 28 adventiști, 9 baptiști, 4 de alte religii sau secte și 2 fără religie (liber-cugetători).
În capitolul "Vicariatul General Special al Rutenilor" din "Șematismul veneratului cler al Eparhiei greco-catolice române a Maramureșului" pe anul 1936 se specifica că în Câmpulung Moldovenesc locuiau aproximativ 400 de credincioși greco-catolici. Parohia "Sf. Dumitru" din Câmpulung Moldovenesc avea la acel moment două filiale: Rușii Moldoviței (azi Moldovița) - cu Biserica "Sf. Apostoli Petru și Pavel" din 1914 și Vatra Dornei - cu Biserica "Schimbarea la Față" din 1908.
Cultul greco-catolic român (unit cu Roma) a fost desființat prin Decretul nr. 358 din 1 decembrie 1948, iar cultul greco-catolic rutean a fost desființat și el prin Decretul nr. 7738 din 26 mai 1952.  Începând din anul 1952, Biserica Greco-Catolică Ruteană din România și-a încetat existența.
Până la desființarea cultului greco-catolic rutean, în această biserică au slujit următorii preoți:
- pr. Vladimir Kostecky - paroh greco-catolic rutean de Câmpulung (1930-1945) și protopop greco-catolic ucrainean; a fost înmormântat în Cimitirul catolic din Câmpulung.
- pr. Emil Rogojinski - paroh greco-catolic rutean de Câmpulung (1945-1952) și apoi preot ortodox la Biserica "Sf. Dumitru" (1952-1975); a fost înmormântat în Cimitirul catolic din Câmpulung.

După Revoluția din decembrie 1989, Parohia greco-catolică ucraineană "Sf. Dumitru" din Câmpulung Moldovenesc a fost reînființată la 19 februarie 1995, avându-l ca paroh pe pr. Ilie Veneciuc. După reînființarea parohiei greco-catolice ucrainene, un număr de 30 de familii au revenit la acest cult. 
Ca urmare a faptului că bisericile greco-catolice din Câmpulung Moldovenesc și Vatra Dornei se aflau în folosința comunităților ortodoxe din acele localități, slujbele religioase ale greco-catolicilor ucraineni se celebrează în bisericile romano-catolice din localitățile respective, cu acceptul Episcopiei Romano-Catolice de Iași.  În plus, preotul romano-catolic Francisc Simon a acceptat să-l găzduiască în casa parohială romano-catolică pe parohul greco-catolic Ilie Veneciuc, împreună cu familia sa de 5 persoane. Preotul Veneciuc a început o serie de demersuri pentru recuperarea lăcașului de cult care aparținuse comunității greco-catolice ucrainene. 

### Funcționarea ca biserică ortodoxă
După desființarea cultului greco-catolic rutean, fosta biserică greco-catolică din Câmpulung Moldovenesc a fost trecută de autoritățile statului în folosința comunității ortodoxe din oraș. Biserica a începută să fie frecventată de credincioșii ortodocși români. Preotul greco-catolic Emil Rogojinski și-a continuat activitatea până în 1975 ca preot ortodox.
În perioada regimului comunist (1947-1989), numărul credincioșilor greco-catolici ucraineni a scăzut mult prin trecerea unora la romano-catolici și a altora la ortodocși, doar o mică pare continuând să se considere greco-catolici ucraineni.  Conform evidențelor proprii, Parohia "Sf. Dumitru" număra în anul 2007 aproximativ 250 de enoriași. 
După cedarea bisericii în folosința Bisericii Ortodoxe Române, aici au slujit următorii preoți: 
- pr. Emil Rogojinski - paroh greco-catolic rutean de Câmpulung (1945-1952) și apoi preot ortodox la Biserica "Sf. Dumitru" (1952-1975); a fost înmormântat în Cimitirul catolic din Câmpulung.
- pr. Vasile Popovici - paroh la Parohia "Sf. Dumitru" din Câmpulung Moldovenesc (1975-1986); în prezent activează ca preot greco-catolic ucrainean în județul Maramureș.
- pr. iconom stavrofor Viorel Țencaliuc - A absolvit Institutul Teologic Universitar din București (1984), după care a activat ca preot la Parohia "Cuvioasa Parascheva" din Mitocu Dragomirnei (1984-1986) și apoi la Parohia "Sf. Dumitru" din Câmpulung Moldovenesc (1986-2002). În anul 2002 a emigrat în Canada împreună cu familia. În același an a înființat Parohia "Sf. Dumitru" din Toronto, unde slujește și în prezent ca preot.
- pr. iconom stavrofor Liviu Solovan - paroh la Parohia "Sf. Dumitru" din Câmpulung Moldovenesc (din 2002)

În primul deceniu al secolului al XXI-lea, biserica a suferit o serie de lucrări de reparații și renovări, pierzând înfățișarea avută inițial. Ea avea inițial trei turle din lemn căptușite cu tablă zincată și o rozetă în stil neogotic deasupra intrării. În anul 2009 s-a înlocuit tâmplăria la ferestre și uși și s-au efectuat unele reparații și reamenajări interioare, sub îndrumarea preotului Liviu Solovan.

## Arhitectura bisericii
Biserica "Sf. Dumitru" din Câmpulung Moldovenesc are formă de cruce, cu două abside laterale și cu o turlă octogonală deasupra naosului. Acoperișul edificiului are o învelitoare din tablă de cupru.
Catapeteasma a fost confecționată la München (Germania).

## Imagini

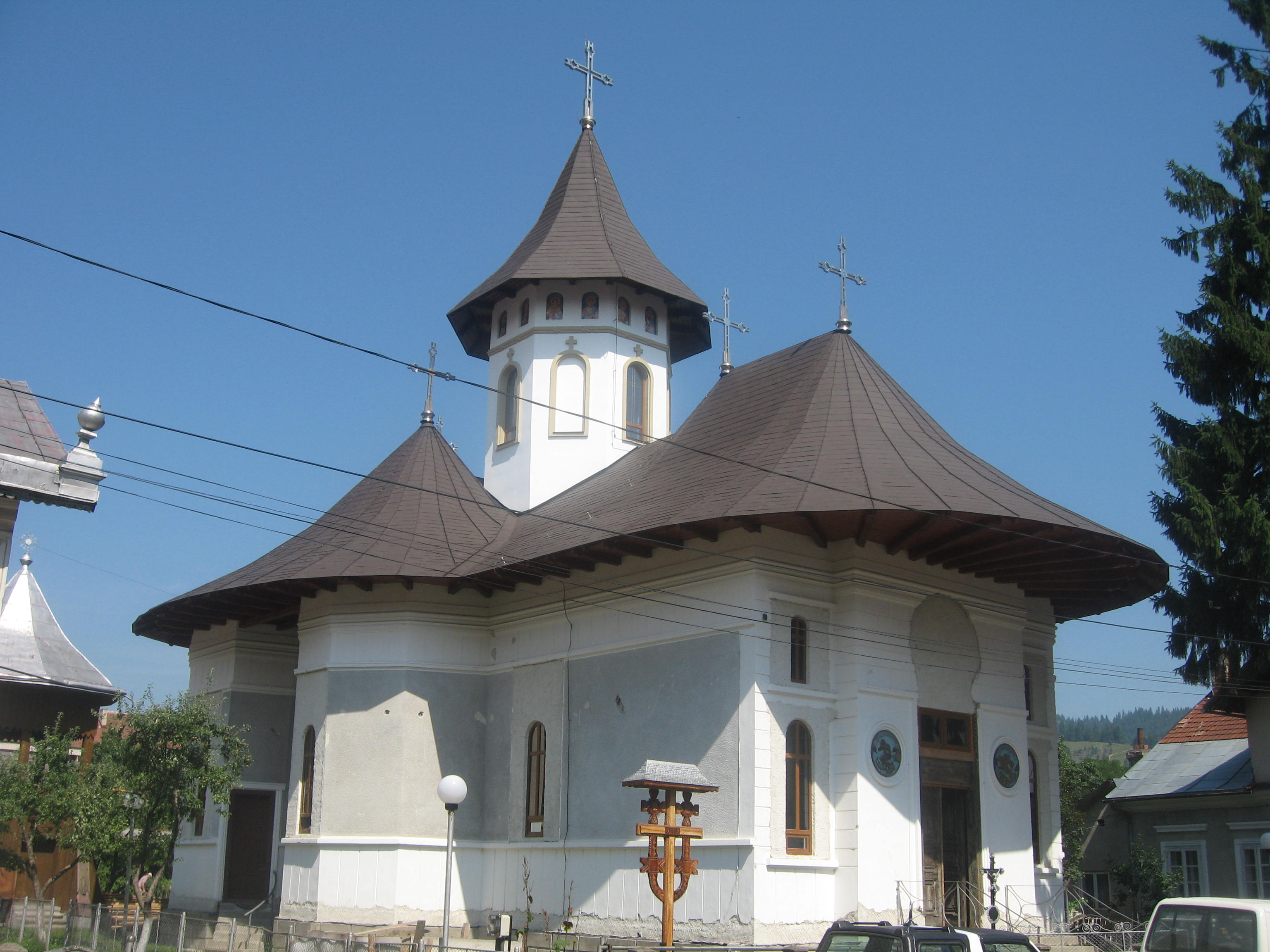
Biserica "Sf. Dumitru" din Câmpulung Moldovenesc
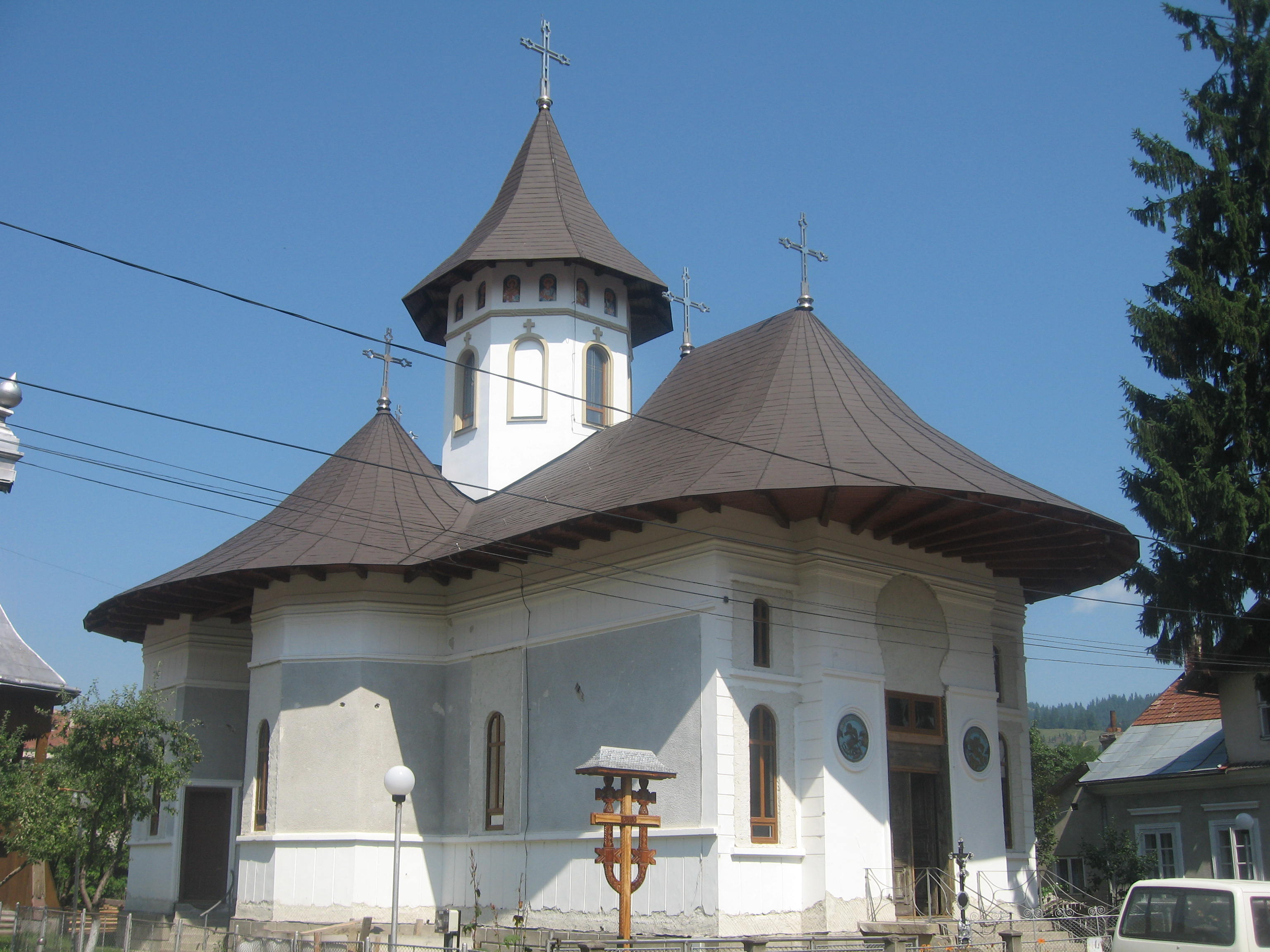
Biserica "Sf. Dumitru" din Câmpulung Moldovenesc
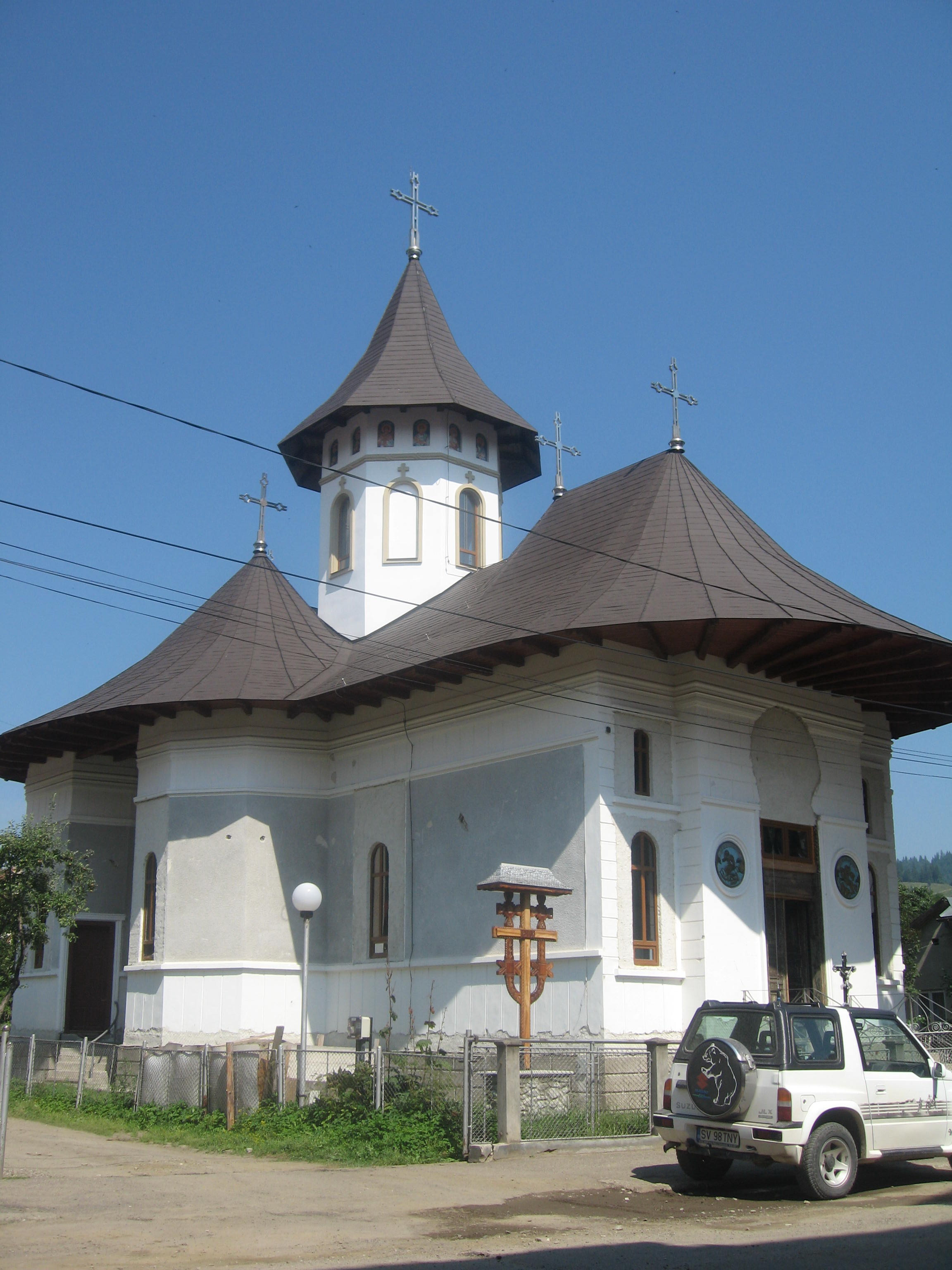
Vedere laterală
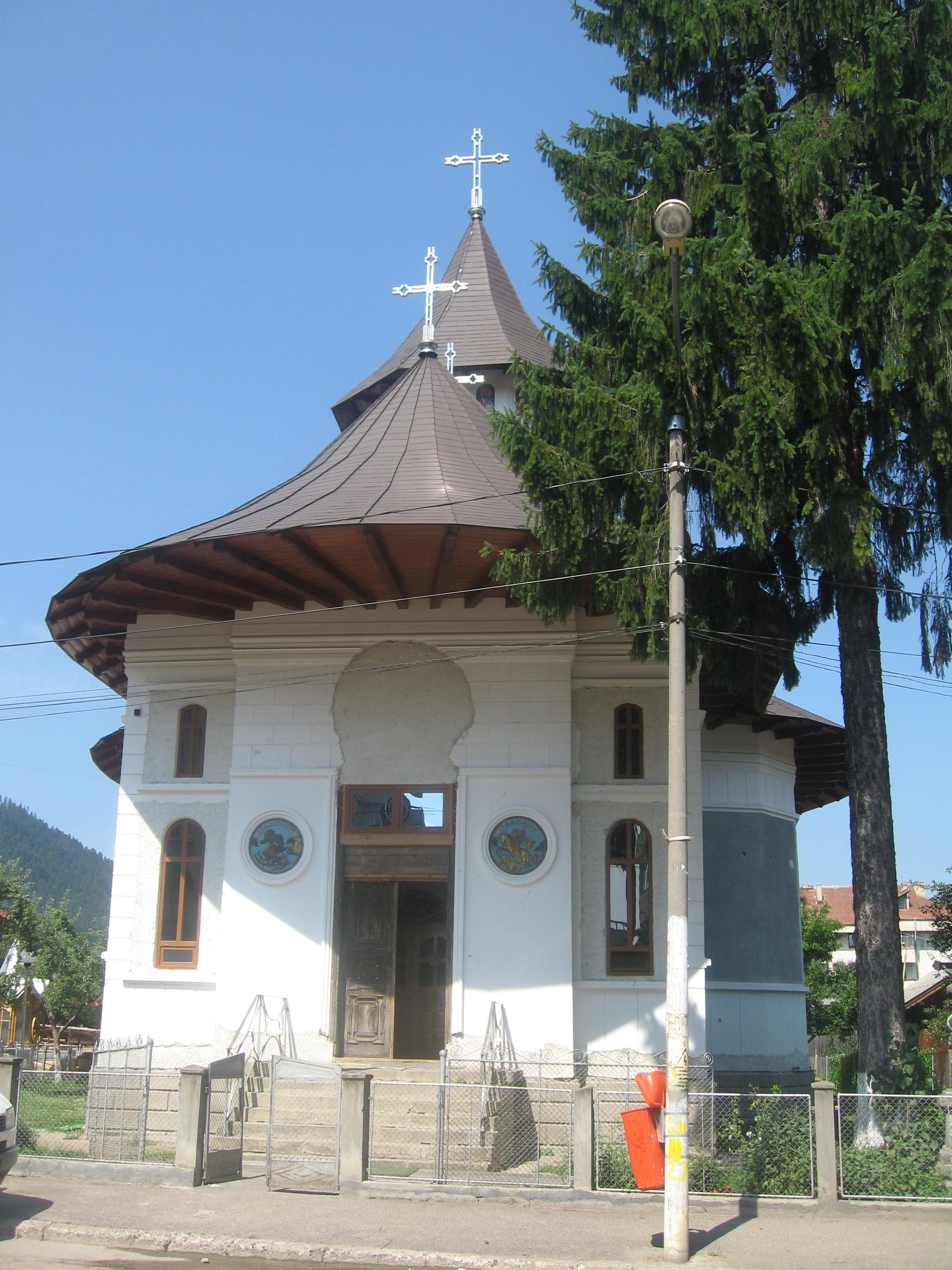
Vedere frontală
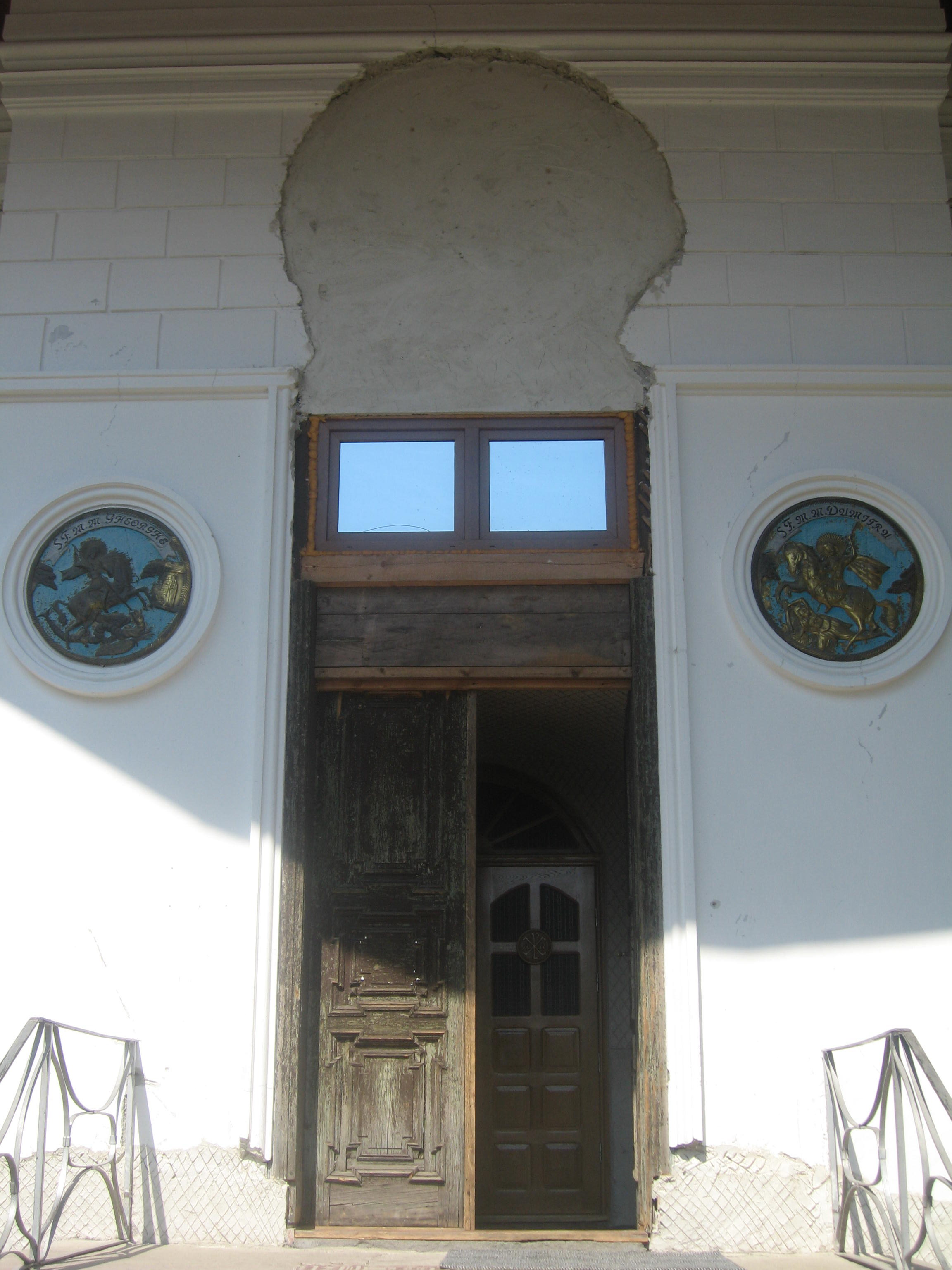
Intrarea în biserică
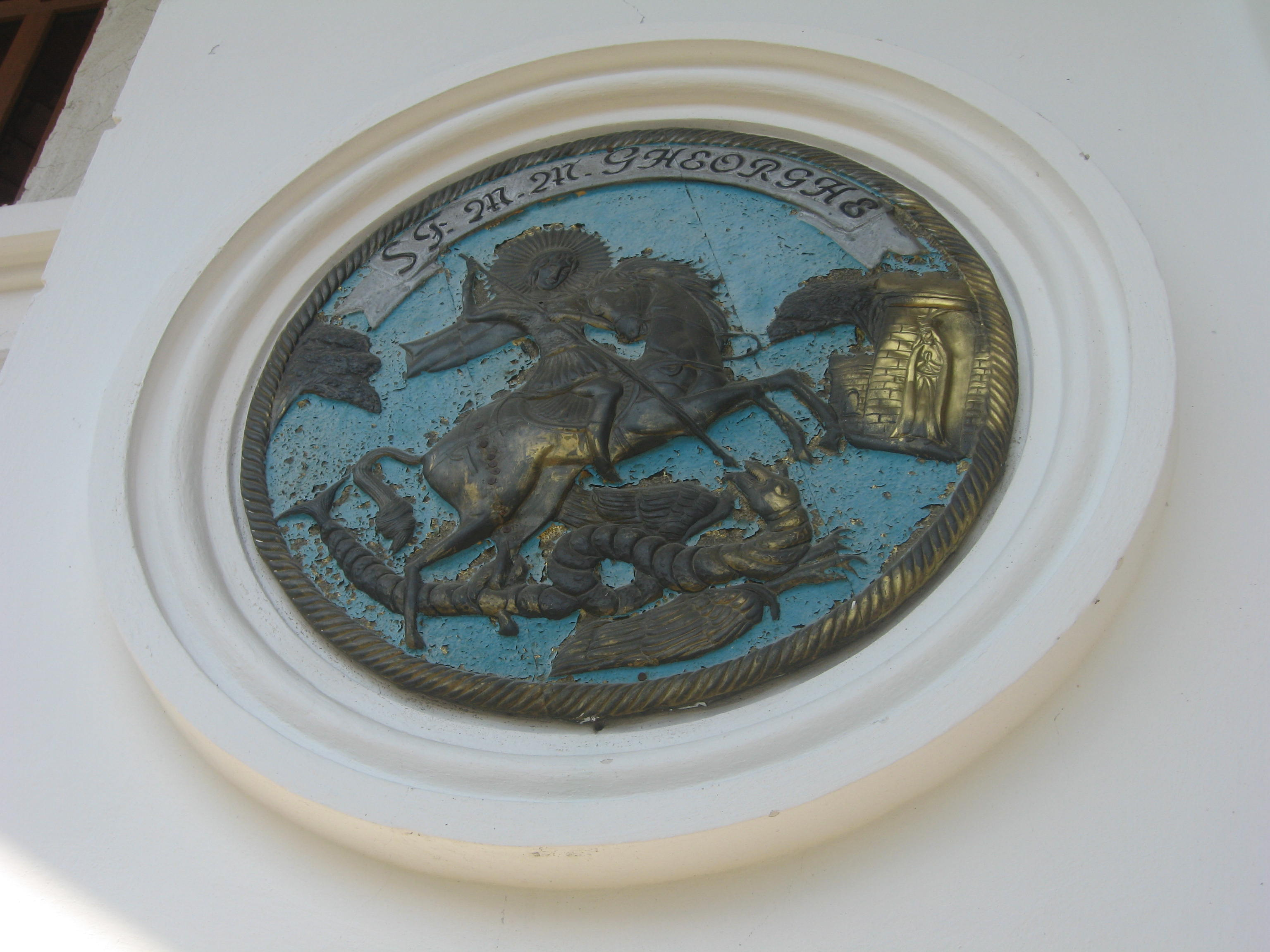
Basorelief cu Sf. Mucenic Gheorghe în stânga intrării în biserică
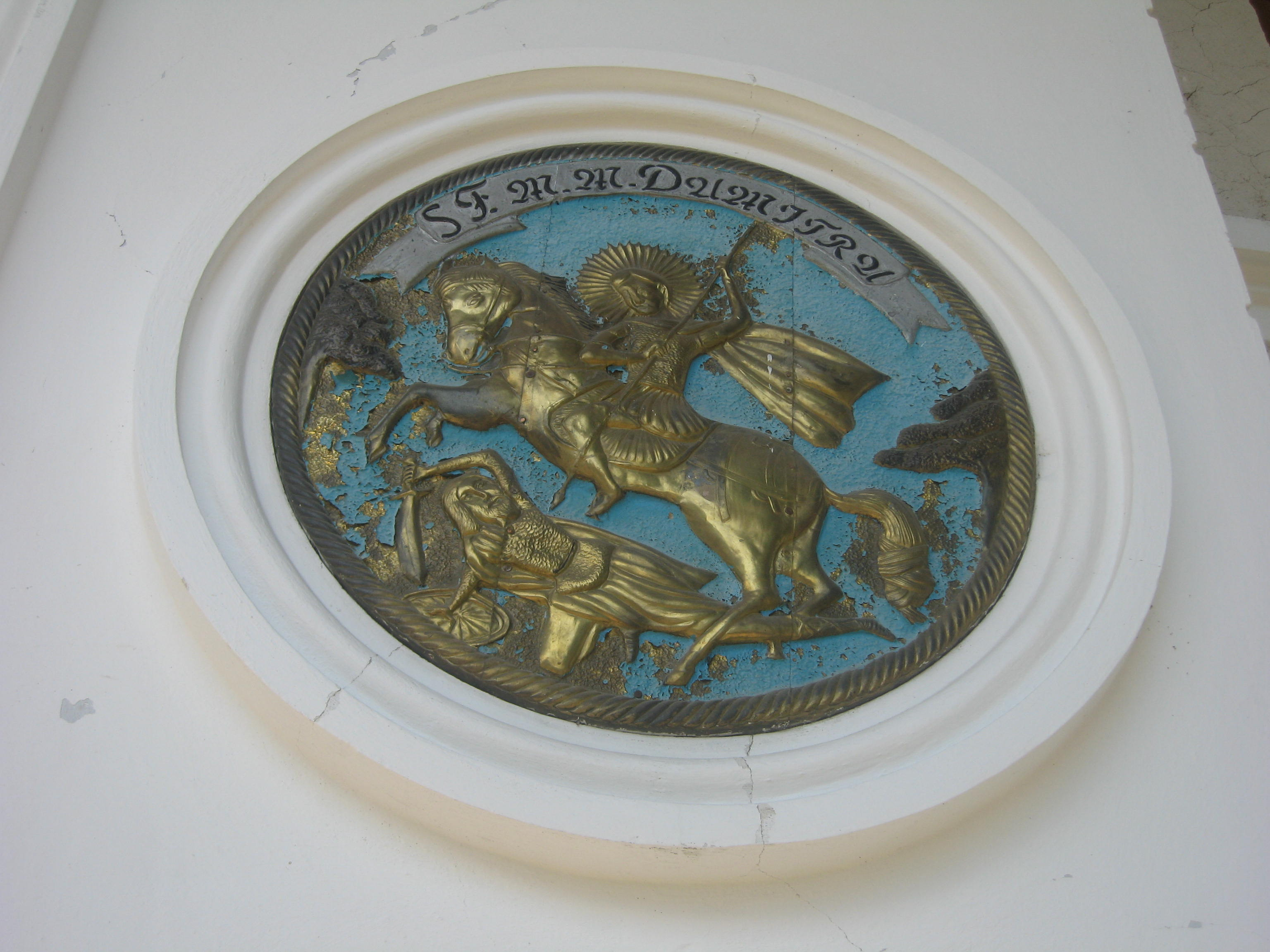
Basorelief cu Sf. Mucenic Dumitru în stânga intrării în biserică
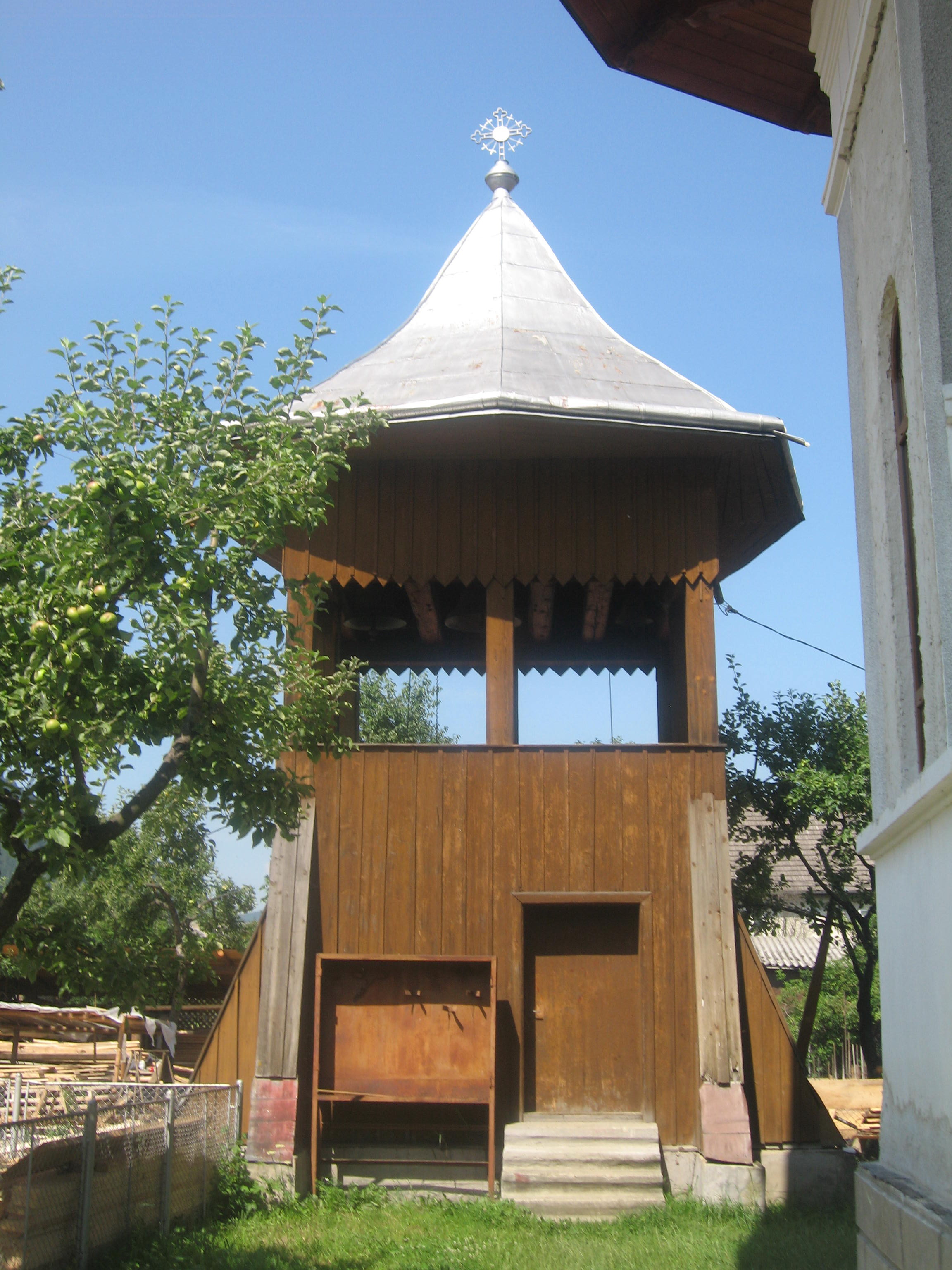
Clopotniţa de lemn
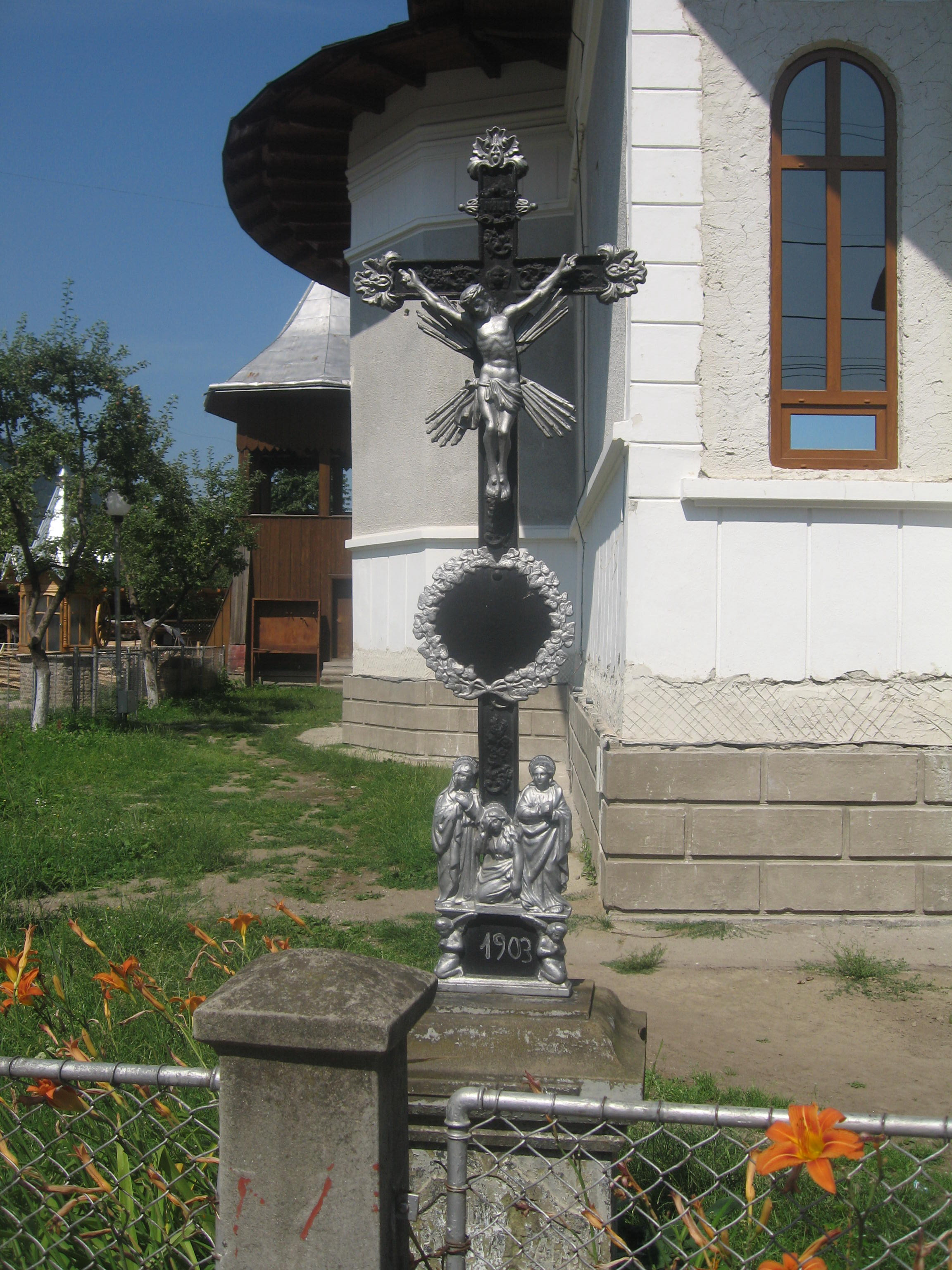
Crucifix metalic amplasat în 1903 în stânga intrării în biserică
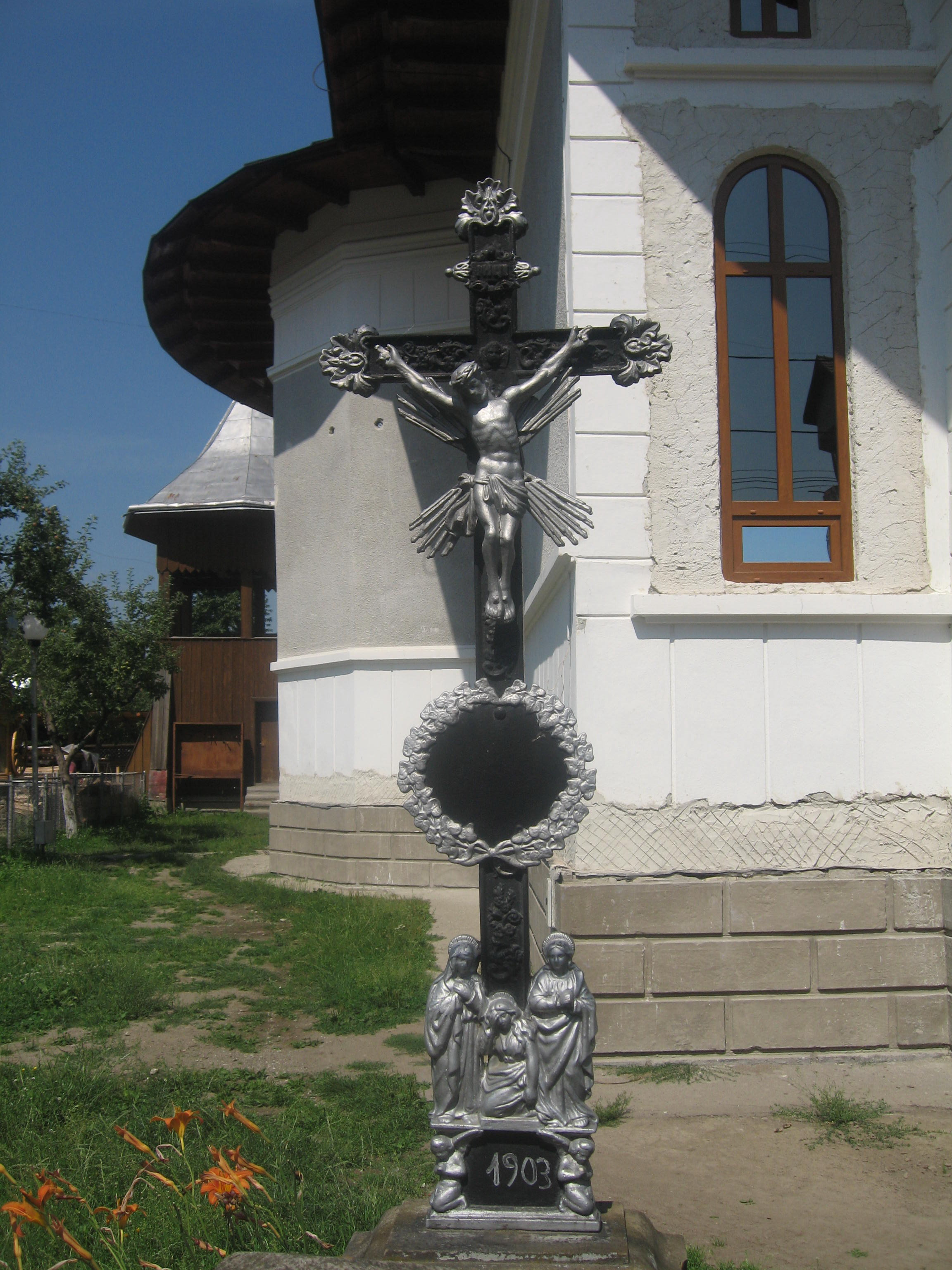
Crucifix metalic amplasat în 1903 în stânga intrării în biserică
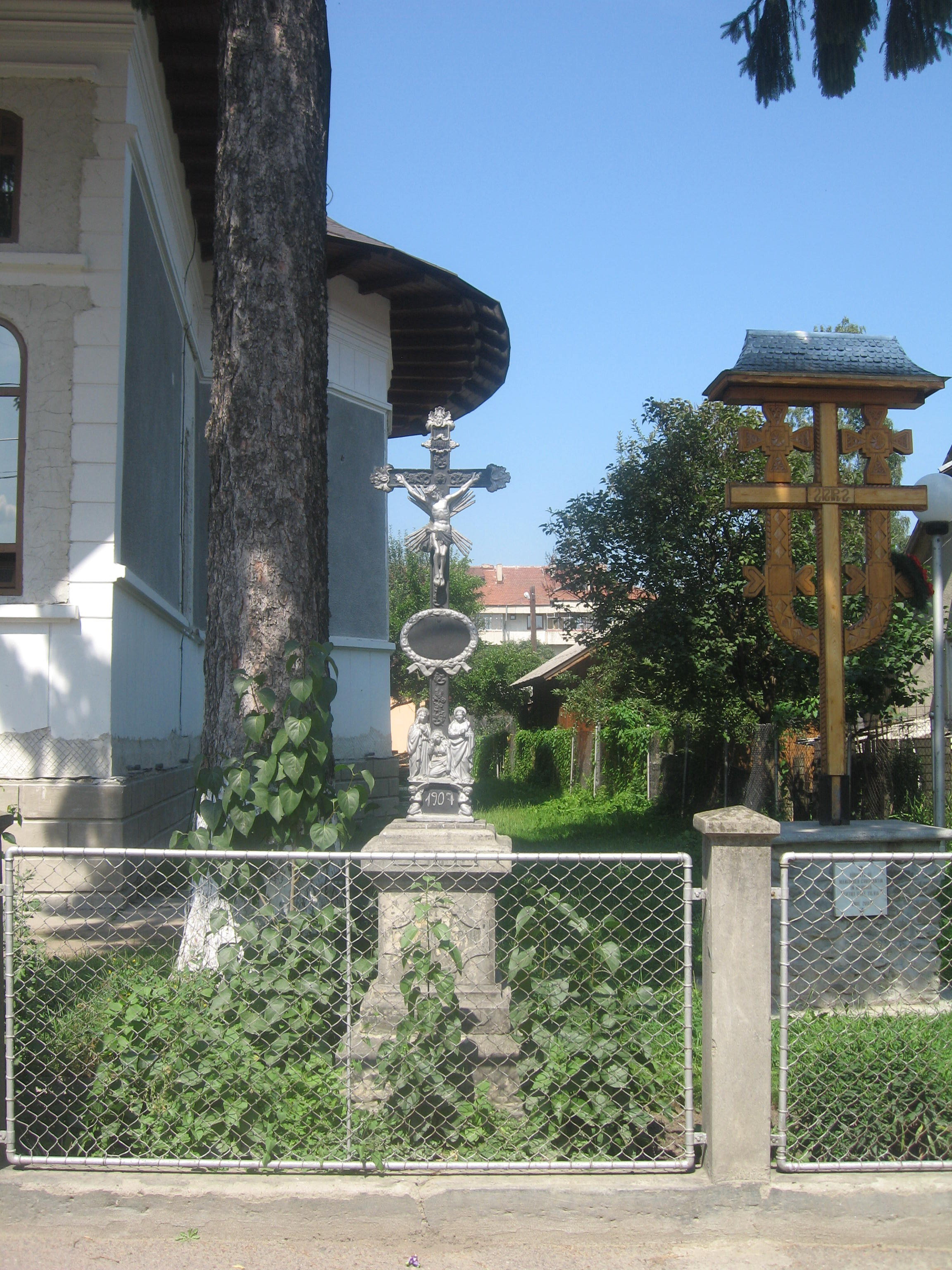
Crucifix metalic amplasat în 1907 în dreapta intrării în biserică
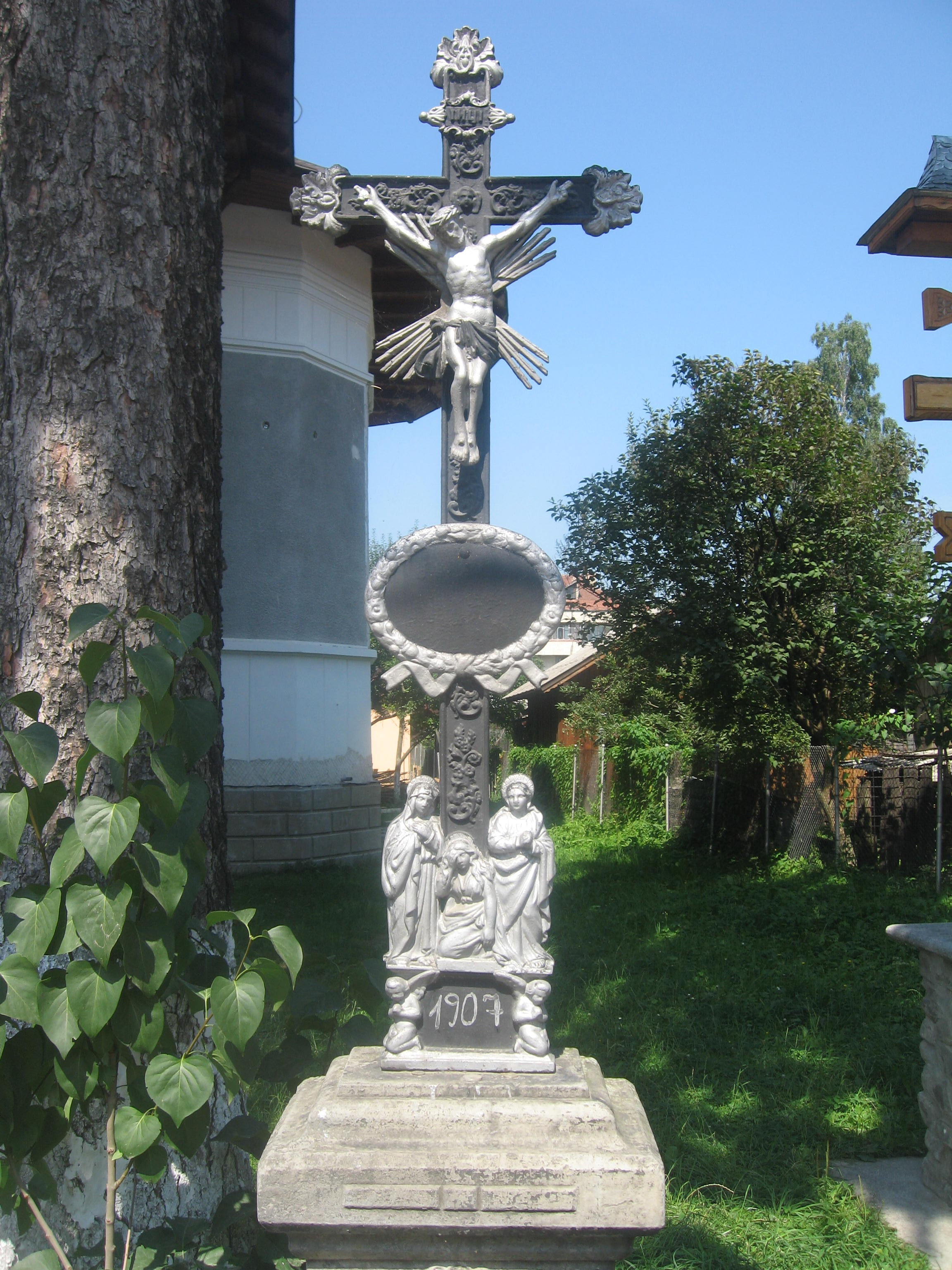
Crucifix metalic amplasat în 1907 în dreapta intrării în biserică